# Étienne Forcadel
Pour les articles homonymes, voir Forcadel.
Étienne Forcadel, né à Béziers en 1519 et mort en 1578, est un écrivain et juriste français.

## Biographie
Il obtint face à Jacques Cujas la chaire de droit romain de Toulouse en 1557. Il a écrit sur le droit, l'histoire, et a fait des vers latins et français. Son fils fit paraître en 1579 ses Œuvres poétiques.
Son frère est le mathématicien Pierre Forcadel.

## Œuvres
- Necyomantia jurisperiti. Sive De occulta jurisprudentia dialogi. Stephano Forcatulo Bliterensi autore, 1549[2].
- Sphaera legalis, Stephano Forcatulo autore. Ejusdem autoris versus aliquot, 1549[3].
- Penus juris civilis, sive de alimentis tractatus. Item Aviarium juris civilis. Ad haec Ardua sapientis cujusdam Graeci cum stulto Romano disputatio nutu habita. Stephano Forcatulo, Bliterensi juriscons. autore, 1550[4].
- Cupido jurisperitus. Stephano Forcatulo Bliterensi jurisconsulto autore. Ejusdem ad calumniatores epistola, 1553[5].
- Villicus expilator. Libellus illustrissimo Tolosanae provinciae viceregi dictus. Stephano Forcatulo jurisconsulto autore, 1563[6].
- Notes de cours de droit donnés à l'université de Toulouse en 1571-1573, Forcadel Etienne, Maret Antoine, Cabot Guillaume, Valette Barthélémy[7].
- Polonia Foelix Henrico Franco Valesio Regnante 1574 [8]
- De collatione bonorum inter haeredes biceps discussio Stephano Forcatulo jusrisconsulto authore. Cum indice legum in hoc commentario explicatarum., 1578[9].
- Prometheus sive, De raptu animorum. Dialogus festivissimus, alienæ inventionis prædones & ineptos imitatores incessens. Steph. Forcatulo jurisconsulto autore, 1578[10].
- Stephani Forcatuli jurisconsulti, Tholosae jura publice profitentis, In titulum digestorum de servitutibus succincta explicatio. Cum indice legum in hoc commentario explanatarum, 1578[11].
- Stephani Forcatuli Tholosae legum professoris. longe doctissimi, et inter nostri temoris interpretes acutissimi Opera ab eo ita recognita et aucta... ab ipso authore locupletata. Accessit duplex index prior est legum... posterior materiarum..., 1595[12].
- De Gallorum Imperio et Philosophia, Paris, G.Chaudière, 1579